# (9254) Shunkai
(9254) Shunkai est un astéroïde de la ceinture principale.

## Description
(9254) Shunkai est un astéroïde de la ceinture principale. Il fut découvert le 25 mars 1971 à l'observatoire Palomar par Cornelis Johannes van Houten, Ingrid van Houten-Groeneveld et Tom Gehrels. Il présente une orbite caractérisée par un demi-grand axe de 2,36 UA, une excentricité de 0,19 et une inclinaison de 6,1° par rapport à l'écliptique.

## Compléments